# 가타다촌 (미에현 시마군)
가타다촌(片田村)은 미에현 시마군에 설치되었던 촌이다. 현재의 시마시에 해당한다.

## 역사
- 1889년 4월 1일 - 정촌제 시행으로 아고군 가타다촌이 설립.
- 1896년 3월 29일 - 도시군과 아고군이 합병함에 따라 시마군 가타다촌이 됨.
- 1954년 12월 1일 - 시정촌 합병에 따라 시마군 시마정이 됨.